# NGC 674
NGC 674 (NGC 697) é uma galáxia espiral barrada (SBbc) localizada na direcção da constelação de Aries. Possui uma declinação de +22° 21' 27" e uma ascensão recta de 1 horas, 51 minutos e 17,5 segundos.
A galáxia NGC 674 foi descoberta em 15 de Setembro de 1784 por William Herschel.